# Hiket
Hiket (tudi Hiketes) [hikét] (starogrško Ἱκέτας: Hikétas ali starogrško Ἱκέτης: Hikétes), starogrški filozof * okoli 400 pr. n. št., Sirakuze, † okoli 335 pr. n. št.
Bil je pitagorejec. Znano mu je bilo, da je dnevno gibanje nepremičnih zvezd odvisno od vrtenja Zemlje okoli svoje osi. Kakor pitagorejec Ekfant in Heraklit Pontski je trdil, da Venera in Merkur krožita okoli Sonca. O tem je v 4. stoletju poročal Kalkidij (Calcidius).